# Dorycera aquatica
Dorycera aquatica är en tvåvingeart som först beskrevs av Geoffroy 1785.  Dorycera aquatica ingår i släktet Dorycera och familjen fläckflugor.
Artens utbredningsområde är Frankrike. Inga underarter finns listade i Catalogue of Life.